# L'albergo del terrore (film 1914)
L'albergo del terrore (The Old Man) è un cortometraggio muto del 1914. Il nome del regista non compare tra i credit del film.

## Produzione
Il film fu prodotto dalla Reliance Film Company.

## Distribuzione
Distribuito dalla Mutual, il film - un cortometraggio in una bobina - uscì nelle sale cinematografiche statunitensi il 17 aprile 1914 con il titolo originale The Old Man.